# Leptonychia wagemansii
Leptonychia wagemansii är en malvaväxtart som beskrevs av Germain. Leptonychia wagemansii ingår i släktet Leptonychia och familjen malvaväxter. Inga underarter finns listade i Catalogue of Life.